# Se le mie parole non bastano/Questa sera noi ci lasceremo
Se le mie parole non bastano/Questa sera noi ci lasceremo è il secondo singolo discografico di Plinio Maggi pubblicato in Italia nel 1965.

## Descrizione
Con il brano Se le mie parole non bastano, scritto da Maggi con Gianni Fallabrino, nel 1965 vinse il Festival di Castrocaro potendo così  partecipare al Festival di Sanremo dell'anno successivo. Dopo Castrocaro il brano venne presentato  a Campione d’Italia nel programma televisivo  Campioni a Campione trasmesso in Eurovisione. Anche l'altro brano, Questa sera noi ci lasceremo, fu scritto da scritto da Maggi con Gianni Fallabrino.

## Tracce
Lato A
1. Se le mie parole non bastano (testo: Plinio Maggi, Flora Gallo – musica: Gianni Fallabrino, Virgilio Braconi)

Lato B
1. Questa sera noi ci lasceremo (testo: Plinio Maggi, Flora Gallo – musica: Gianni Fallabrino, Virgilio Braconi)